# Estadi Antonio Aranda
L'Estadi Antonio Aranda, conegut fins 2013 com a Estadi Antonio Oddone Sarubbi, és un estadi de futbol de la ciutat de Ciudad del Este, Paraguai.
És la seu del Club Atlético 3 de Febrero i el seu nom fa referència a Antonio Aranda Encina, un antic executiu del club que contribuí a la construcció de l'estadi.
Va ser inaugurat l'any 1973. Té una capacitat per a 28.000 espectadors.
Va ser una de les seus de la Copa Amèrica de futbol de 1999.

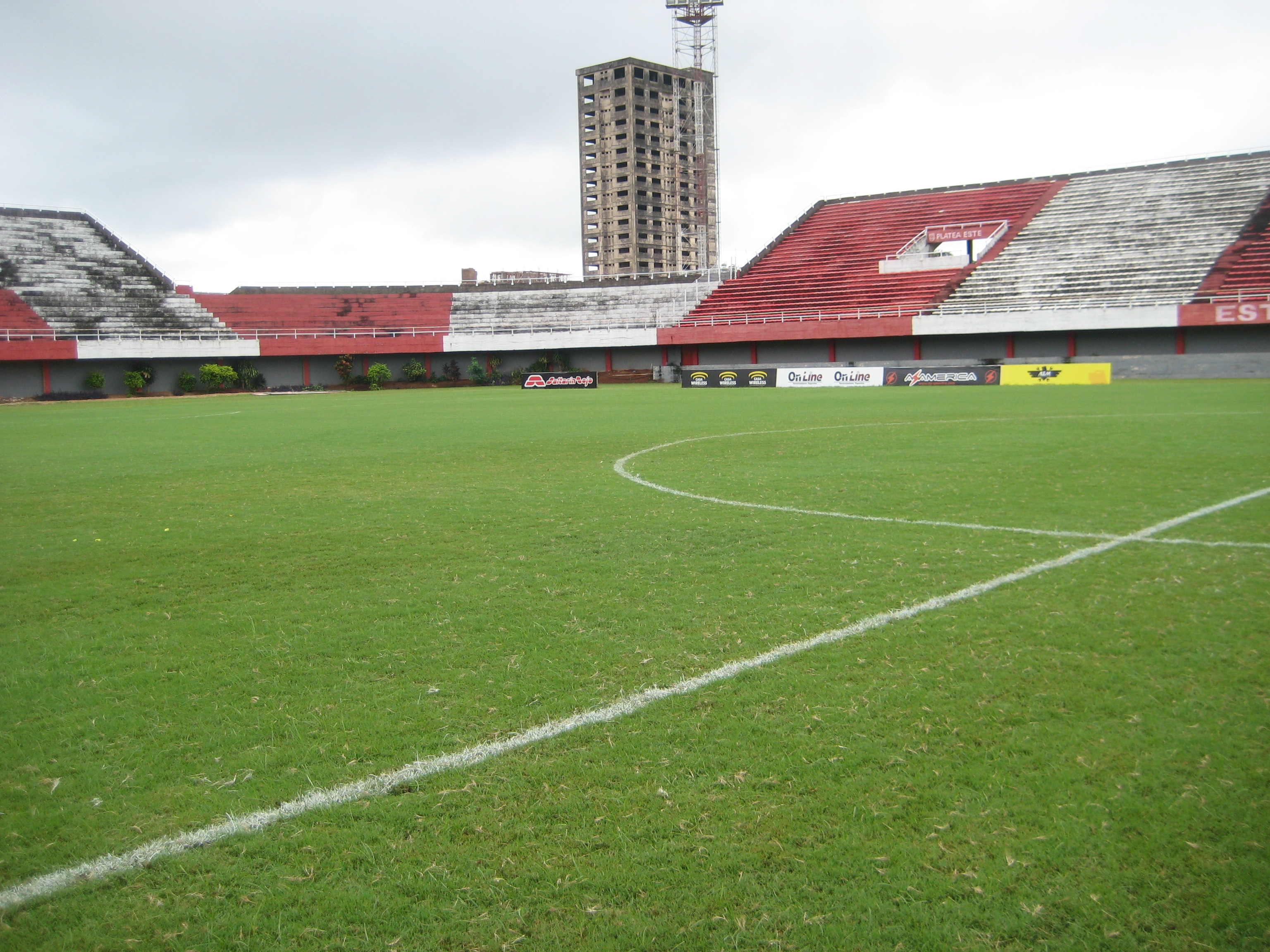
Interior de l'estadi el 2017.

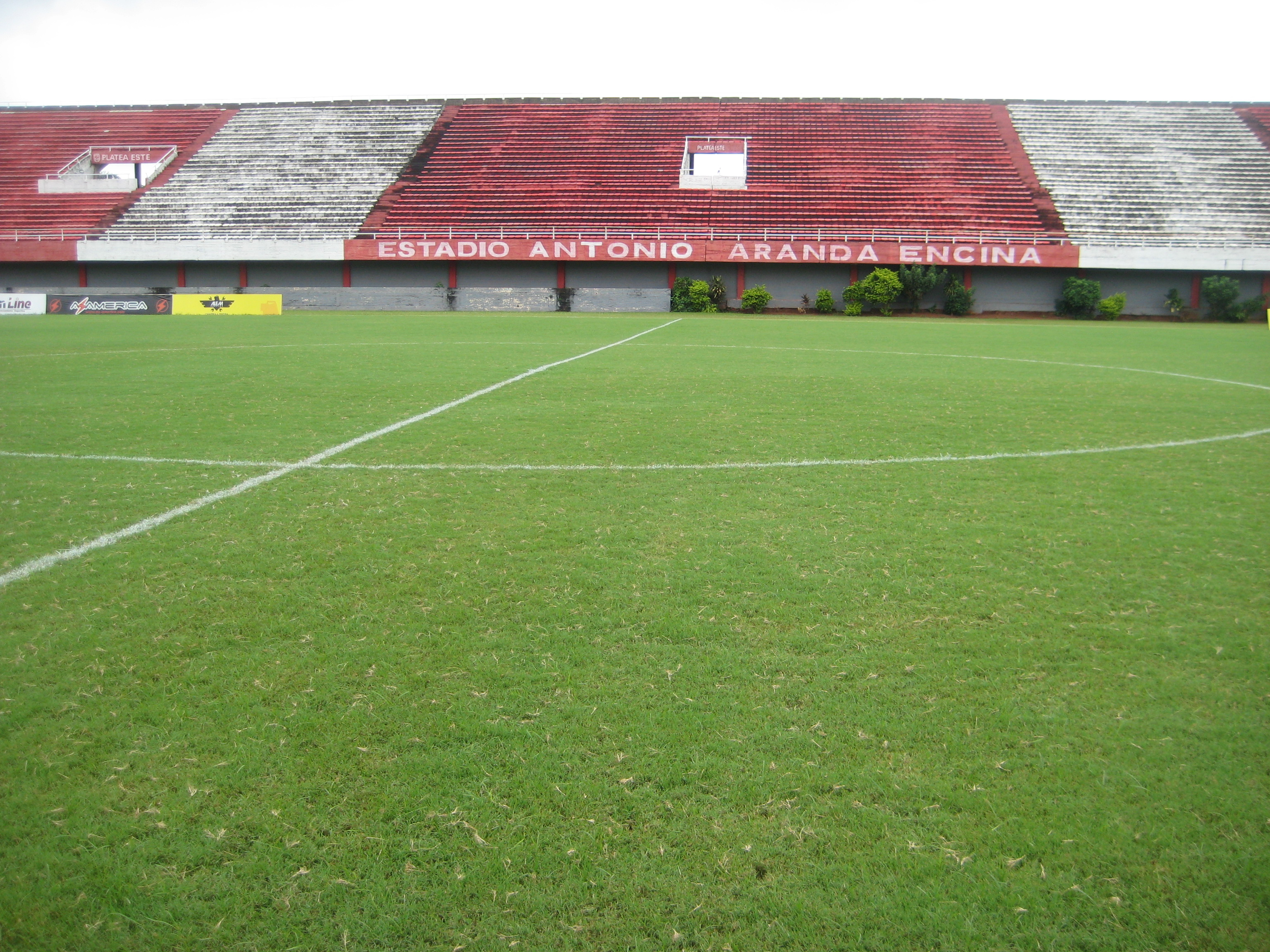
Interior de l'estadi el 2017.